# Rumeschkhan (Verwaltungsbezirk)
Rumeschkhan (persisch شهرستان رومشکان) ist ein Schahrestan in der Provinz Luristan im Iran. Er enthält die Stadt Chaqabol, welche die Hauptstadt des Verwaltungsbezirks ist.

## Geschichte
Archäologische Funde zeigen den Einfluss der römischen Architektur, und der Name dieser Region setzt sich aus den Wörtern Rum (Römer) und eschkan (Bruch) zusammen, und es wird angenommen, dass dieses Gebiet der Ort ist, an dem das oströmische Reich besiegt wurde. Der Verwaltungsbezirk wurde offiziell im April 2013 aus einem Teil des Verwaltungsbezirks Kuhdasht gebildet.

## Demografie
Bei der Volkszählung 2016 betrug die Einwohnerzahl des Schahrestan 39.058. Die Alphabetisierung lag bei 80 Prozent der Bevölkerung. Knapp 16 Prozent der Bevölkerung lebten in urbanen Regionen. Die Mehrheit der Einwohner sind Kurden. 
| Zensusjahr | Einwohnerzahl |
| ---------- | ------------- |
| 2011       | 38.701        |
| 2016       | 39.058        |